# TMEM81
TMEM81 (англ. Transmembrane protein 81) – білок, який кодується однойменним геном, розташованим у людей на 1-й хромосомі. Довжина поліпептидного ланцюга білка становить 255 амінокислот, а молекулярна маса — 28 468.
| 10         |  | 20         |  | 30         |  | 40         |  | 50         |
| ---------- |  | ---------- |  | ---------- |  | ---------- |  | ---------- |
| MKVLATSFVL |  | GSLGLAFYLP |  | LVVTTPKTLA |  | IPEKLQEAVG |  | KVIINATTCT |
| VTCGLGYKEE |  | TVCEVGPDGV |  | RRKCQTRRLE |  | CLTNWICGML |  | HFTILIGKEF |
| ELSCLSSDIL |  | EFGQEAFRFT |  | WRLARGVIST |  | DDEVFKPFQA |  | NSHFVKFKYA |
| QEYDSGTYRC |  | DVQLVKNLRL |  | VKRLYFGLRV |  | LPPNLVNLNF |  | HQSLTEDQKL |
| IDEGLEVNLD |  | SYSKPHHPKW |  | KKKVASALGI |  | GIAIGVVGGV |  | LVRIVLCALR |
| GGLQQ      |  |            |  |            |  |            |  |            |

A: Аланін

C: Цистеїн

D: Аспарагінова кислота

E: Глутамінова кислота

F: Фенілаланін

G: Гліцин

H: Гістидин

I: Ізолейцин

K: Лізин

L: Лейцин

M: Метіонін

N: Аспарагін

P: Пролін

Q: Глутамін

R: Аргінін

S: Серин

T: Треонін

V: Валін

W: Триптофан

Локалізований у мембрані.